# Doľany (Prešov)
Doľany (em húngaro: Dolyán) é um município da Eslováquia, situado no distrito de Levoča, na região de Prešov. Tem 3,67 km² de área e sua população em 2018 foi estimada em 749 habitantes.

## Demografia
| Ano:        | 1994 | 2004    | 2014    | 2024    |
| ----------- | ---- | ------- | ------- | ------- |
| Broj ljudi: | 274  | 430     | 655     | 901     |
| Razlika:    |      | +56,93% | +52,32% | +37,55% |

| Ano:               | 2023 | 2024   |
| ------------------ | ---- | ------ |
| Número de pessoas: | 865  | 901    |
| Diferença:         |      | +4,16% |